# تمثال غوان يين

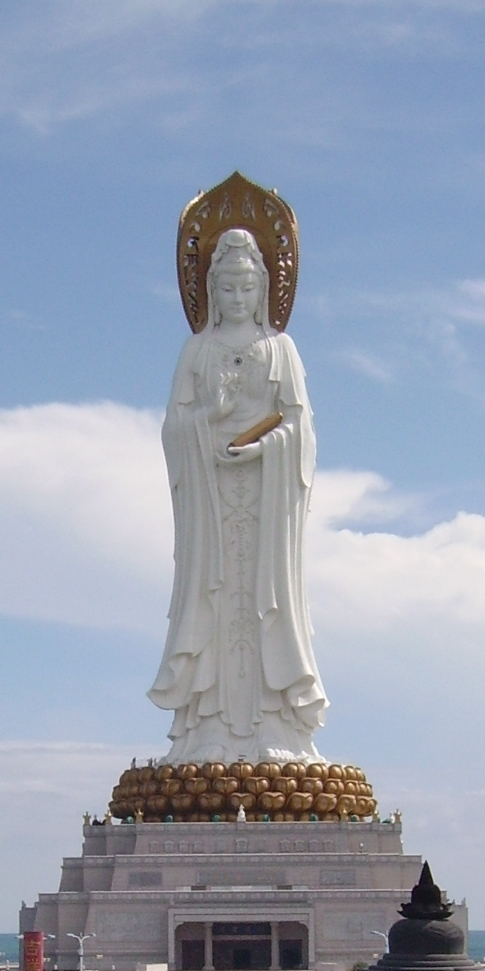
تمثال غوان يين

تمثال غوان يين منحوتة في مقاطعة هاينان في الصين، يتكون من ثلاثة جهات، يطل أحدها على اليابسة والاثنين الآخرين يطلان على بحر الصين الجنوبي، ويبلغ ارتفاعه ١٠٨ متر تقريبًا.